# Closet Land
Closet Land é um filme independente de 1991, dos gêneros terror e suspense, escrito e dirigido por Radha Bharadwaj. É estrelado por Madeleine Stowe e Alan Rickman.

## Sinopse
A vítima (Madeleine Stowe) é uma escritora torturada por um agente do governo (Alan Rickman), depois de ser acusada de propor mensagens subversivas aos leitores de seus livros.
Um fato interessante sobre este filme é de que este foi inspirado pela história real de Veronica de Negri, uma ativista chilena que foi torturada durante meses durante a Ditadura Militar no Chile (1973-1990), e sua história impressionou tanto o produtor, Brian Grazer, que ele ganhou uma permissão para produzir este filme baseado nesse terrível período da vida de De Negri.

## Elenco
- Alan Rickman - Interrogador
- Madeleine Stowe - Vítima[2]

## Enredo
Situada em um país não especificado, a personagem de Stowe é sequestrada de sua casa no meio da noite, acusada de inserir mensagens anarquistas em seu livro infantil, intitulado Closet Land (ou Terra do Armário, em tradução livre). O livro conta uma história sobre uma criança que, como resultado de mau comportamento, foi trancada em um armário como punição. Enquanto está lá, a criança é recebida por um grupo de arquétipos de aliados da infância que inocentemente tentam consolar a garotinha assustada. O conteúdo aparentemente simples é questionado pelo governo, que acusa a autora de encorajar e introduzir o anarquismo para o público de crianças ingênuas.
Enquanto o Interrogador é obstinado em sua crença de que a autora é culpado de propaganda oculta, o público está convencido da inocência da Vítima. Posteriormente, a audiência descobre que a obra escrita pela Vítima foi na verdade criada como uma forma de escapismo, fornecendo um mecanismo de enfrentamento para a autora, que sofreu abuso sexual quando ainda era criança pelo amigo da sua mãe. Perto do final do filme, o Interrogador afirma que ele foi o homem que abusou sexualmente da autora em sua infância. Contudo, não se pode ter certeza absoluta disso, como o filme passa a ideia de que ele usou esse assunto apenas como uma maneira de esgotá-la e torturá-la emocionalmente ainda mais.
Depois de submetê-la a longas sessões de torturas físicas e mentais, além de fingir ser outras pessoas (como um outro prisioneiro e um interrogador mais bruto) enquanto a Vítima está vendada, o Interrogador tenta convencê-la a assinar uma confissão alegando seus supostos planos subversivos e assim evitar sua execução, chegando até a implorar para ela fazer isso. Porém, ela se recusa a assinar e vai para sua morte.

## Críticas
A pontuação média no Rotten Tomatoes é de 44% , que baseou-se em 9 críticas recolhidas. O IMDb avaliou com nota 6.8/10 baseado em 1,659 votos.